# Мельничная огнёвка
Ме́льничная огнёвка (лат. Ephestia kuehniella) — вид чешуекрылых из семейства настоящих огнёвок (Pyralidae). Космополит. Родиной является Средиземноморье. Опасный вредитель продовольственных запасов на складах и зерна на зернохранилищах. Модельный вид, используемый для изучения проблем феногенетики, молекулярной генетики, цитогенетики и биологии развития. В год развивается до десяти поколений, минимальная продолжительность одного поколения составляет 45 дней. Оптимальная температура развития — 26 °С. Видовое название (kuehniella) дано в честь немецкого агронома Юлиуса Кюна (1825—1910).

## Описание
Бабочки с телом длиной от 10 до 14 мм. Челюстные щупики нитевидные. Губные щупики изогнуты вверх и покрыты прижатыми чешуйками. Усики самцов — с короткими ресничками. Размах крыльев у самцов составляет 20,5—27,5 мм, у самок — 17,5—24 мм. Передние крылья окрашены в тёмно-серый или пепельно-серый цвет, на них имеется рисунок из двух светлых зазубренных поперечных линий. Задние крылья беловатые, край крыла и жилки затемнены. Первая радиальная жилка переднего крыла достигает переднего края крыла на уровне вершины радиокубитальной ячейки. Ветви радиальной жилки и первая медиальная жилка на заднем крыле достигают вершины крыла на одинаковом расстоянии от неё. Окраска голеней ног — коричнево-серая со светлым опылением. Лапки коричневые, на вершине со светло-жёлтым пояском. У самцов на восьмом сегменте брюшка сверху имеются две пары коротких, простых, довольно тонких волосяных пучков. Яйцеклад длинный втяжной.

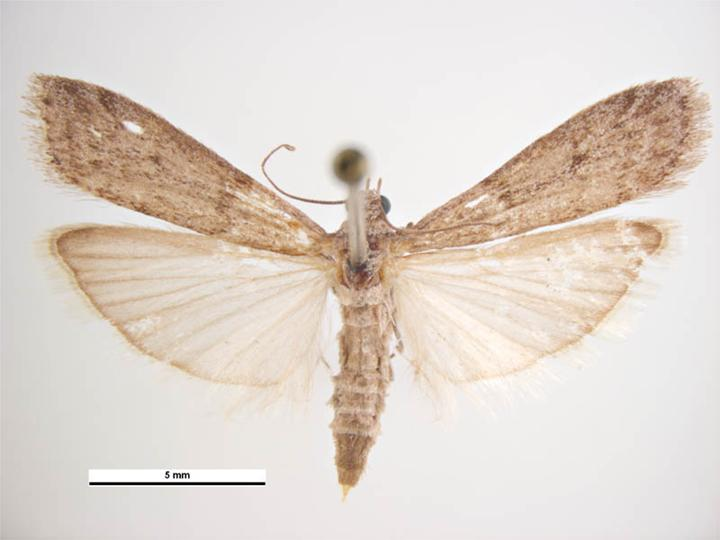
Самка, вид сверху
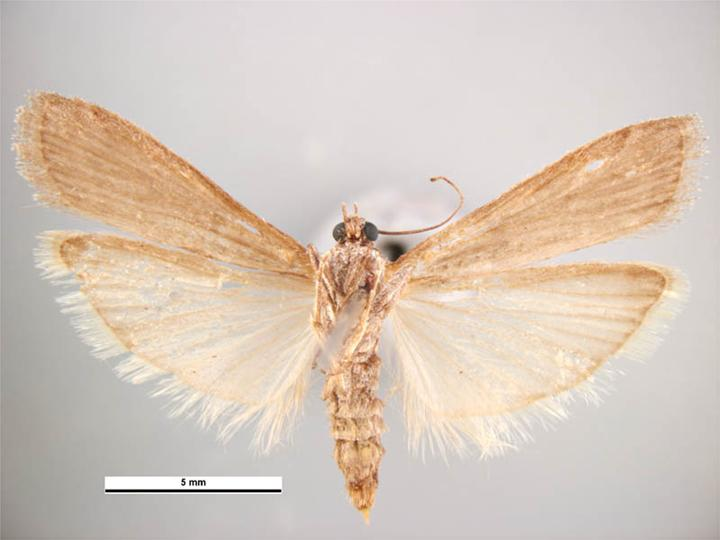
Самка, вид снизу
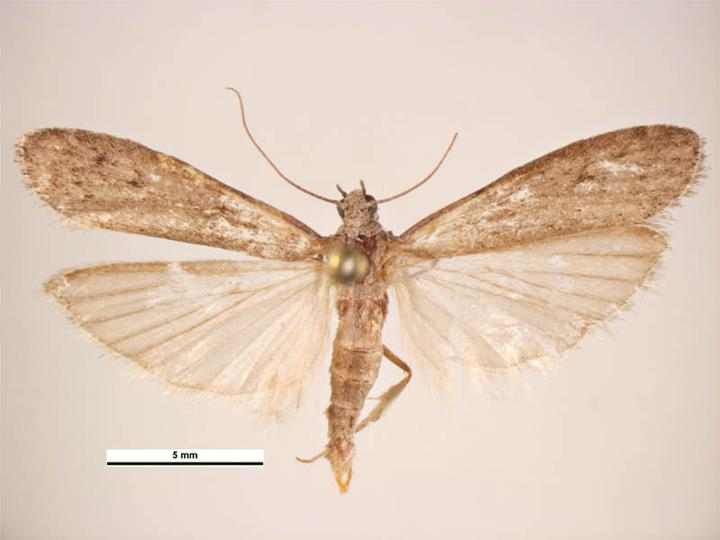
Самец, вид сверху
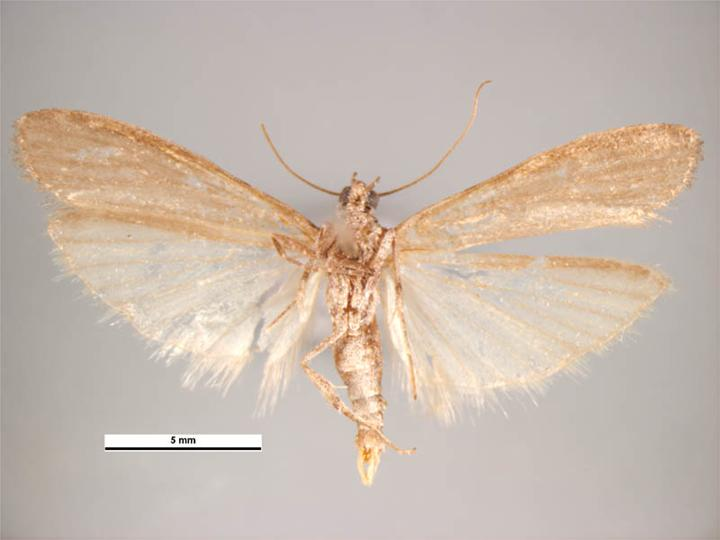
Самец, вид снизу

Яйца овальные, длиной от 0,34 до 0,57 мм. Только что отложенные яйца белые, желтеют к моменту вылупления гусениц. Поверхность яйца — с сетчатым рисунком из четырёх-восьми извилистых гребней, образующими бугорок в месте соединения. Размеры яиц, откладываемые к концу репродуктивного периода, становятся меньше. Обычно яйца разбросаны хаотично, реже они уложены близко друг к другу. Иногда отложенные яйца расположены в цепочку, при этом каждое яйцо наклоняется к соседнему, образуя правильный зигзаг.

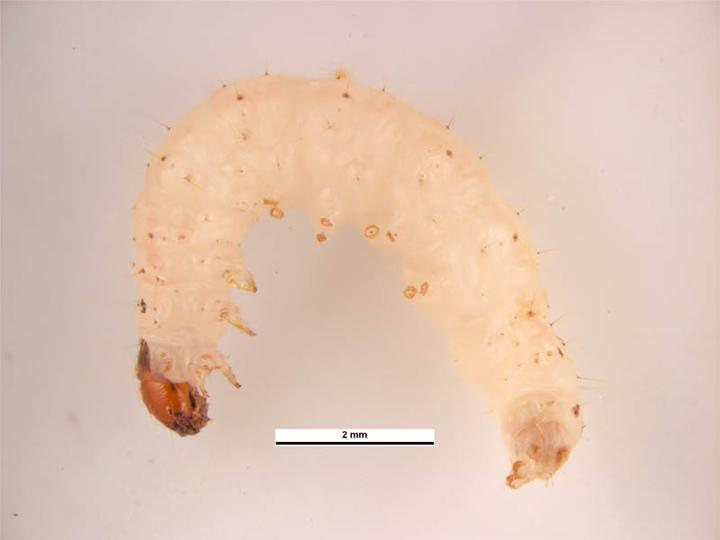
Гусеница мельничной огнёвки

Длина гусениц составляет 15—20 мм, ширина — 2—3 мм. Тело кремового цвета. Голова и грудной щит коричневые. Третий зубец мандибулы сдвинут к середине, поэтому наружный край её образован вторым зубцом.. Усики короткие и располагаются на выступе. Ротовые органы направлены вниз. По бокам головы имеется группа из шести глазков, которые расположены по кругу над основанием и поперек основания усиков. На нижней губе имеется пара щупалец и длинная трубчатая паутинная железа, которая производит шёлковую паутину. На мандибулах расположены железы, маслянистый секрет которых попадает на паутинные нити и на частицы пищевого субстрата, скрепляя их между собой. На грудных ногах имеются крючки, расположенные в три яруса.
Куколка в первый день своего существования желтовато-зеленоватая, позже становится желтовато-коричневой, её длина — 8—9 мм. Голова и переднеспинка морщинистые. Нижние челюсти, ноги и усики достигают конца крыла. Длина видимой части задних ног — в 4—5 раз больше ширины. Кремастер (бугорок на конце брюшка) округлый, с восемью крючковидными щетинками.

## Образ жизни
В течение года в отапливаемых помещениях может развиваться до десяти поколений. Один цикл развития продолжается от 45 до 270 дней. Яйца развиваются от 3 до 27 дней.
Имаго летают ночью и в сумерках и не питаются. Бабочки спариваются через несколько часов после выхода из куколки. Самки появляются значительно раньше самцов, что способствует снижению инбридинга. Самки способны спариваться несколько раз в течение жизни. Откладка яиц происходит, как правило, в течение двух суток после выхода из куколки. Процесс спаривания контролируется феромонами. Концентрация феромонов коррелирует со зрелостью яичников и периодом овуляции. При выделении феромонов самка высовывает брюшко между крыльями и подворачивает его кончик, обнажая феромонные железы. Самка откладывает яйца одиночно или группами — от 50 до 562 штук. Количество откладываемых яиц зависит от возраста бабочек при спаривании. Если спаривание происходит в день появления из куколки, то самки откладывают в среднем около 264 яиц, если же они спариваются на шестой день, то их средняя плодовитость составляет только около 148 яиц. Продолжительность жизни девственной самки составляет 10,5 суток, а спарившейся самки — около пяти суток.
Самцы, которые развивались при высокой плотности, имеют меньшую массу тела и небольшие передние крылья, голову и грудь, что говорит о том, что они не могли полностью восполнить нехватку пищи. Относительно же размеров всего тела, у этих самцов передние крылья более длинные, что даёт им преимущество при поиске самок. Продолжительность жизни самцов составляет 10—13 суток. Для формирования сперматофора самцу требуется 24 часа.
Гусеницы имеют пять возрастов. Окраска гусениц, в зависимости от характера пищи, может быть желтовато-белой, зеленоватой или розоватой. Они живут, как правило, на поверхности муки или зерна. Максимальная скорость развития наблюдается на гречневой, пшеничной и ржаной муке. Вначале гусеницы выгрызают зародыш, оболочки зерна, а потом поедают остальные части зерна. В зависимости от температуры развитие гусениц продолжается от 24 до 144 дней. Оптимальной температурой для развития считается 26 °С. При температуре около 0 °С гусеницы могут оставаться живыми около 4 месяцев. Гусеницы окукливаются в щелях и трещинах стен, в таре и мешках. Продолжительность развития на стадии куколки от 20 до 67 дней. Летом может развиваться вне помещений в стогах сена, кучах мусора и на токах.Паразитами мельничной огнёвки являются наездники ихневмониды, бракониды и трихограмматиды. В яйцах развиваются многочисленные виды трихограмм и афелиниды Encarsia porteri. Гусениц и куколок огнёвки могут истреблять личинки малого булавоусого хрущака и мавританской козявки. Клопы рода Orius питаются яйцами огнёвки, при этом клопы выбирают для питания яйца, не заражённые трихограммами. На бабочках паразитируют клещи Seiulus muricatus, а клещи Pyemotes ventricosus и Typhlodromus tineivorus питаются яйцами.
Гусеницы мельничной огнёвки поражаются бактериями Bacillus thuringensis, Bacillus agilis, Telohania ephestiae и Microcosus ephestiae и энтомопатогенными грибами Beauveria bassiana, Metarhizium anisopliae и Isaria fumosorosea. Внутриклеточными симбионтами являются бактерии рода Wolbachia. Они вызывают репродуктивную цитоплазматическую несовместимость. Популяция вольбахии удваивается в среднем каждые 3,6 дня при развитии на гусеницах огнёвки. У гусениц и имаго (в яичниках) мельничной огнёвки обнаружены многочисленные внутриклеточные микоплазменные (Mycoplasma hominis) включения. Они передаются по линии самок и вызывают у дрозофил мужскую стерильность. Однако у мельничной огнёвки, заражённой этими микроорганизмами, бесплодия или других патологических изменений не отмечено.

## Генетика
Мельничная огнёвка — модельный вид, используемый для изучения проблем феногенетики, молекулярной генетики, цитогенетики и биологии развития. Кариотип состоит из 30 пар хромосом. Пол определяется системой ZW. Митохондриальный геном представляет собой кольцевую цепь ДНК, состоящую из 15 327 пар нуклеотидов, и содержит 37 генов, из них 13 генов кодируют белок, два — рРНК и 22 — тРНК. Около 0,7 % ДНК W-хромосомы имеет митохондриальное происхождение, 83 % последовательности митогенома представлено в W-хромосоме.
Описанные многочисленные вариации цвета глаз мельничной огнёвки, вызванные мутациями. Анализ мутаций цвета глаз у Ephestia kuehniella предоставил первые доказательства теории «один ген — один фермент» в классической генетике.

## Классификация
Вид описан немецким энтомологом Филиппом Целлером в 1879 году. Название вида дано в честь директора сельскохозяйственного института в Университете Галле профессора Юлиуса Кюна, который в июне 1877 года принёс Целлеру несколько бабочек для определения. Американский энтомолог Карл Хайнрих в 1956 году описал новый подрод Anagasta и включил в него только мельничную огнёвку. От других представителей рода Ephestia kuehniella отличается более длинным яйцекладом и морщинистой грудью у куколок.

## Распространение
Космополит. Регион происхождения этого вредителя точно не установлен. Вероятнее всего, вид происходит из Средиземноморья, так как в этом регионе встречается большинство представителей рода. Делались также предположения, что родиной мельничной огнёвки может быть Центральная Америка или Индия, откуда она попала в страны Средиземноморья. С продуктовыми товарами завезена во многие страны. В США бабочка впервые обнаружена в 1892 году. В России известна с конца XIX века.

## Хозяйственное значение и меры борьбы
Вид является опасным вредителем продовольственных запасов. Гусеницы повреждают зерно, макароны, сухофрукты, кондитерские изделия, овощи и грибы. Они не только уничтожают продукты питания, но и загрязняют их паутиной, линочными шкурками и экскрементами. Комья муки и зерна, скреплённые паутиной, достигают порой нескольких килограммов. Потомство одной самки за 4 месяца может уничтожить до 17,5 кг муки грубого помола. Мельничная огнёвка отмечена как вредитель фиников в некоторых регионах их выращивания.
Для борьбы с огнёвкой используют химическую обработку помещений зернохранилищ и мельниц. Заселённые ею продукты просушиваются, промораживаются или подвергаются фумигации. В качестве основного метода борьбы повсеместно использовался фумигант метилбромид, однако с 2004 года во многих странах он был запрещён. Перспективным методом является использование феромонных ловушек. В качестве приманки используется синтетический феромон (Z,E)-9,12-тетрадекадиенилацетат.
Яйца мельничной огнёвки часто используются для массового разведения трихограмм. Некоторые виды трихограмм могут развиваться на яйцах огнёвки, предварительно убитых ультрафиолетовым излучением. Одним из перспективных видов для биологической борьбы является использование наездника-ихневмонида Venturia canescens.
Альтернативным методом борьбы является использование гамма-излучения. Для полного предотвращения появления взрослых особей из гусениц последней возрастной стадии рекомендуют использовать дозу в 250 Гр.